# The Great Kabuki
Akihisa Mera (米良 明久?), noto con il ring name The Great Kabuki (ザ・グレート・カブキ?), (Nobeoka, 8 settembre 1948) è un ex wrestler giapponese.
Divenne celebre principalmente per essere stato il primo lottatore a ricorrere alla tecnica detta "Asian Mist" (mediante la quale viene sputato un liquido in faccia agli avversari per accecarli).

## Carriera

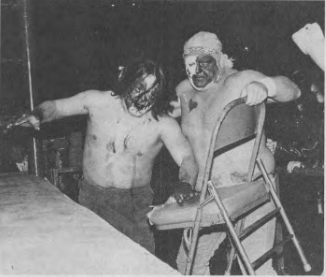
The Great Kabuki vs Dusty Rhodes, 1982 circa

Mera iniziò la sua carriera nel wrestling nel 1964 all'età di 16 anni, combattendo nella Japan Pro-Wrestling Association. Negli anni settanta, lasciò il Giappone per trasferirsi negli Stati Uniti. Da lì lottò in diverse federazioni quali All Japan Pro Wrestling, National Wrestling Alliance (Jim Crockett Promotions, Mid-South Wrestling, Mid-Southern Wrestling e World Class Championship Wrestling) con il ring name Akihisa Takachihō. Altro pseudonimo utilizzato all'epoca da Mera fu Yoshino Sato, successivamente abbreviato in Mr. Sato (da non confondersi con Akio Sato, che in seguito utilizzò lo stesso ring name in altre federazioni statunitensi).
Nel 1981 Mera iniziò ad impersonare la gimmick di The Great Kabuki nella World Class. Il personaggio era stato ideato da Gary Hart, che si era ispirato ad una vecchia gimmick utilizzata dal wrestler filippino Rey Urbano. Kabuki portava i capelli molto lunghi in modo che celassero il più possibile il suo viso; e si pitturava la faccia. La storyline affermava infatti, che egli si fosse sfigurato il viso da bambino cadendo su un letto di carboni ardenti. Ebbe come manager alcuni dei migliori heel degli anni settanta e ottanta, e spesso interpretava egli stesso il personaggio del "cattivo" sul ring. Quando invece combatteva da face, era sempre comunque imprevedibile sul quadrato e poteva passare da "buono" a "cattivo" in qualsiasi momento della contesa. Il rituale pre-match di Kabuki era una dimostrazione della sua abilità con i nunchaku, così da intimidire i propri avversari. In alcuni casi indossava delle maschere tradizionali giapponesi che rappresentavano demoni mutuate dal teatro kabuki.
Fu il primo wrestler in assoluto ad utilizzare la tecnica cosiddetta Asian Mist sputando in faccia agli avversari durante gli incontri un vischioso liquido sgradevole, spesso di colore verde o rosso. Quando Keiji Muto debuttò nella Jim Crockett Promotions con il nome The Great Muta nel marzo 1989, Muto venne presentato, dal manager Gary Hart, come il "figlio" di Kabuki proprio in virtù delle similitudini stilistiche tra i due wrestler (compreso l'utilizzo dell'asian mist). In realtà i due non avevano nessuna parentela, ma lottarono in coppia come "The Rising Suns" nella stessa Jim Crockett Promotions.
Alcuni dei suoi avversari ricorrenti furono Jimmy Valiant, Scott Casey, Abdullah the Butcher, Dusty Rhodes, Kevin e David Von Erich, Toshiaki Kawada, Chris Adams, Genichiro Tenryu, Bruiser Brody, e i Fabulous Freebirds. Nel dicembre 1983 lottò contro il campione NWA Ric Flair in un incontro disputatosi in Giappone nella All Japan Pro Wrestling, vincendo per squalifica (Flair aveva colpito l'arbitro).
Nel luglio 1990, Great Kabuki vinse il titolo World Tag Team Championship in coppia con Jumbo Tsuruta, ma dopo pochi giorni, si trasferì con Genichiro Tenryu nella Super World of Sports. Nel 1992, entrò a far parte della stable Heisei Ishingun nella New Japan Pro-Wrestling, dove rimase fino al ritiro avvenuto nel 1996. Da lì in poi fu uno dei co-fondatori della IWA Japan.
Nel 1994 lottò anche nella World Wrestling Federation: partecipò infatti alla Royal Rumble del 1994 dove venne eliminato da Lex Luger. Prima dell'inizio della Rissa Reale, Kabuki fu uno dei dieci wrestler che interferirono nel match tra Undertaker e Yokozuna, aiutando a rinchiudere il becchino in una bara.
Nei primi anni ottanta, il personaggio di Kabuki venne sporadicamente interpretato anche da un altro wrestler, Magic Dragon (un lottatore mascherato con il quale Kabuki aveva lottato in coppia nella WCCW). Nessuno era in grado di vedere la differenza perché la corporatura dei due era molto simile. Ciò accadde principalmente in Giappone, nella World Class Championship Wrestling, nella Jim Crockett Promotions, e nella Georgia Championship Wrestling, nel periodo 1981-84. A ideare l'affare dei "due Great Kabuki" fu il manager Gary Hart, perché la compagnia con la quale lui e il vero Kabuki erano sotto contratto all'epoca, non voleva che si esibissero in altre federazioni senza una loro approvazione scritta. Quindi, Hart creò questo escamotage per permettere al personaggio di Kabuki, molto richiesto, di potersi esibire anche in altre compagnie. Magic Dragon quando lottava come Kabuki, non aveva mai Gary Hart al suo fianco, in quanto il manager non poteva apparire in altre federazioni.
The Great Kabuki si ritirò nel 1998. Ebbe svariati match prima del ritiro. Il 20 luglio, partecipò al main event della IWA Japan svoltosi alla Tokyo Korakuen Hall, lottando in coppia con Kendo Nagasaki contro Keisuke Yamada & Shigeo Okumura. L'8 agosto fece coppia con The Great Muta e sconfisse Michiyoshi Ohara & Tatsutoshi Goto nella New Japan Pro-Wrestling. Il grande finale si ebbe il 7 settembre, quando in coppia con Terry Funk & Doug Gilbert sconfisse Freddy Kruger, Leatherface, & Metalface.
Il 4 gennaio 2015, Kabuki fece un'apparizione a sorpresa nella New Japan Pro Wrestling, prendendo parte alla New Japan Rumble nel pre-show dell'evento Wrestle Kingdom 9 in Tokyo Dome. Venne squalificato quasi subito perché appena entrato sul ring iniziò ad utilizzare l'Asian Mist.
Lottò il suo ultimo match il 30 settembre 2018, all'età di 70 anni, nel corso di uno show indipendente organizzato da Masakatsu Funaki a Osaka, Giappone. In coppia con Giant Small Baba, Small Antonio Inoki e Teruko Kagawa sconfisse il team di HIRO Dai Circus Yasuda, Mitsukuni Daiso, Waka Shoyo e Yamaishi Meijin in un 8-person tag team match.

## Vita privata
Attualmente Mera risiede a Tokyo, dove gestisce un ristorante. Ha avuto tre figli, Akiko, Yukiko e Hideo.

## Personaggio
Mossa finale
- Thrust kick

Mosse caratteristiche
- Nerve hold
- Poison mist - Ideatore[5]
- Throat thrust

Manager
- Daniel Green
- Killer Tim Brooks
- Raven J. Cronkrite
- Gary Hart[6]
- Michael Hayes
- Armand Hussein
- Percy Pringle III
- Sunshine
- Tojo Yamamoto

Musica d'entrata
- Yankee Station

## Titoli e riconoscimenti
- Pro Wrestling Illustrated
  - 154º tra i 500 migliori wrestler singoli nella "PWI Years" (2003)

- All Japan Pro Wrestling
  - All Asia Tag Team Championship (1) – con Tomotsugu Kutsuwada
  - AJPW Unified World Tag Team Championship (1) – con Jumbo Tsuruta

- Central States Wrestling
  - NWA Central States Tag Team Championship (2) – con Pak Song (1) & Killer Karl Kox (1)

- Championship Wrestling from Florida
  - NWA Florida Tag Team Championship (2) – con Mr. Saito
  - NWA United States Tag Team Championship (Florida version) (2) – con Mr. Saito

- Japan Wrestling Association
  - NWA United National Championship (1)
  - 3rd World Tag League (con Seiji Sakaguchi)

- Mid-Atlantic Championship Wrestling
  - NWA Television Championship (1)

- Professional Wrestling Hall of Fame and Museum
  - (Classe del 2020) - International Wrestler

- Mid-South Wrestling Association
  - Mid-South Louisiana Heavyweight Championship (1)

- Tokyo Sports
  - Popularity Award (1983)[7]

- World Class Championship Wrestling
  - NWA American Heavyweight Championship (1)
  - NWA Brass Knuckles Championship (Texas version) (2)
  - NWA World Tag Team Championship (Texas Version) (1) – con Chang Chung
  - WCCW Television Championship (1)

- NWA Los Angeles
  - NWA "Beat the Champ" Television Championship  (1)

- NWA Mid-America
  - NWA Mid-America Heavyweight Championship (1)

- NWA Western States Sports
  - NWA Western States Tag Team Championship (1) – con Ricky Romero

- World Championship Wrestling (Australia)
  - NWA Austra-Asian Tag Team Championship (1) – con Hiro Tojo (Tomotsugu Kutsuwada)